# Mabinogion
Il Mabinogion è un gruppo di testi in prosa provenienti da manoscritti gallesi medievali, contenenti eventi storici dell'Alto Medioevo, reminiscenze mitologiche, che hanno alcune corrispondenze con quelle dell'Irlanda. 

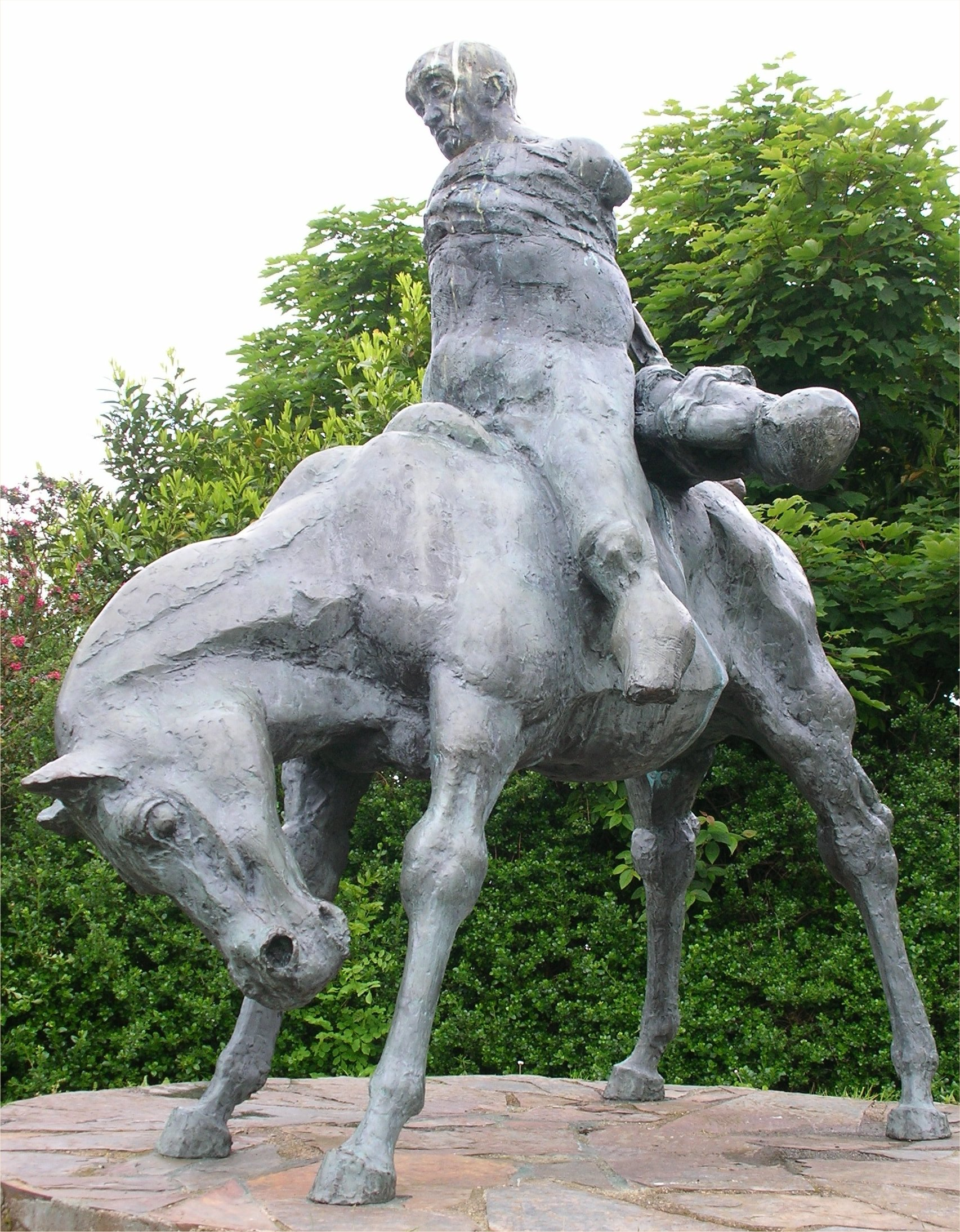
I due re. Bendigeidfran (Brân il Benedetto) trasporta il corpo del nipote Gwern, dai Mabinogion, 2º ramo: Branwen figlia di Llyr. Scultura situata nei pressi del castello di Harlech, opera dello scultore John Roberts-Jones (1984).

## Suddivisione dell'opera

### I quattro rami
I testi principali sono quattro, definiti rami o branche, ciascuno dei quali è intitolato a un protagonista:
- Mabinogi di Pwyll, principe di Dyfed narra dei genitori di Pryderi, la sua nascita, la sua scomparsa e il suo ritorno.
- Mabinogi di Branwen, figlia di Llyr è quasi tutto incentrato sul matrimonio di Branwen con Matholwch, re d'Irlanda. C'è anche Pryderi, ma ha un ruolo minore.
- Mabinogi di Manawydan, figlio di Llyr narra del ritorno a casa di Pryderi, insieme a Manawyddan, fratello di Branwen, e delle disavventure che accadono loro.
- Mabinogi di Math fab Mathonwy è quasi tutto incentrato su Math e Gwydion, che entra in conflitto con Pryderi.

### I cinque racconti aggiuntivi
Ci sono poi cinque racconti provenienti dalla tradizione gallese e dalla leggenda: 
- Il sogno di Macsen Wledig;
- Lludd e Llefelys;
- Culhwch e Olwen;
- Il Sogno di Rhonabwy;
- Il racconto di Taliesin.

Culhwch e Olwen e Il sogno di Rhonabwy hanno molto interessato gli studiosi in quanto contengono antiche tradizioni su re Artù.
Il sogno di Macsen Wledig è invece una storia romanticizzata sull'imperatore romano Magno Massimo.
Il racconto di Taliesin, biografia leggendaria del famoso bardo, è un'opera tarda, omessa da alcune moderne traduzioni.

### I tre romanzi gallesi
Ci sono infine tre racconti, detti Y Tair Rhamant (I tre romanzi gallesi), anche queste con storie legate al ciclo arturiano, che compaiono anche nei poemi di Chrétien de Troyes). Gli studiosi hanno discusso se i romanzi gallesi siano basati sull'opera di Chrétien o se derivino da fonti comuni al poeta francese: sebbene sia probabile la prima ipotesi, è tuttavia plausibile anche che Chrétien abbia basato le sue storie su antiche fonti celtiche. 
I racconti sono: 
- Owain, o la Dama della fontana;
- Peredur, figlio di Efrawg;
- Geraint ed Enid.

## Nome
Il nome Mabinogion nasce da un equivoco in cui incorse il primo traduttore in assoluto dell'opera, il grande studioso gallese William Owen Pughe, poi preso per buono dalla seconda traduttrice dell'opera, la britannica Lady Charlotte Guest. Pughe trovò in uno dei racconti la parola gallese mabinogion dovuta a un errore di un antico copista e pensò che fosse il plurale del gallese Mabinogi. La parola stessa mabinogi ha un significato alquanto incerto, sebbene sia abbastanza chiaro che è connessa al gallese mab ("figlio" o "giovane"), con il significato di Racconto dei giovani.
Il professor Eric Hamp ha ipotizzato una connessione al nome del dio celtico Maponos e che il poema si riferisse a materiale letterario pertinente a tale dio. In origine il nome Mabinogi si riferiva solo ai quattro racconti principali, i Quattro Rami, che si ritiene derivino da tradizioni ancora più antiche. Infatti ognuno di questi quattro racconti termina con la frase qui finisce questa parte del Mabinogi.

## Datazione
Il corpus del Mabinogi è tramandato su due manoscritti, il Llyfr Coch Hergest (Libro rosso di Hergest) risalente al periodo tra il 1382  e il 1410, e il Llyfr Gwyn Rhydderch (Libro bianco di Rhydderch), scritto nel 1350 circa. Frammenti di questi racconti sono però conservati anche in manoscritti risalenti all'inizio del XIII secolo. Dall'analisi del linguaggio usato nei racconti si è concluso che risalgono ad un periodo compreso tra il 1100 e il 1150.

## Adattamento fantasy
La scrittrice Evangeline Walton ha riscritto la tetralogia del Mabinogion in versione romanzo fantasy, ritenendo che il linguaggio del mito sia oggi incomprensibile ai più. La serie è intitolata I Mabinogion (ISBN 88-502-0706-9) ed è formata da quattro romanzi:
- Il principe dell'Annwn;
- I figli di Llyr;
- La canzone di Rhiannon;
- L'isola dei potenti.

## Traduzioni in italiano
- Gabriella Agrati, Maria Letizia Magini (a cura di), I racconti gallesi del Mabinogion, Milano, Arnoldo Mondadori, 1982.
- Isabella Abbiati, Grazia Soldati (a cura di), I Mabinogion, Roma, Venexia, 2011.
- Evangeline Walton, I Mabinogion, Milano, Garzanti-Vallardi, 1980 (Adattamento dell'opera in stile "fantasy").